# Neocordulia
Genre
Neocordulia est un genre de libellules de la famille des Synthemistidae (sous-ordre des Anisoptères, ordre des Odonates).

## Liste d'espèces
Selon BioLib (29 décembre 2020) :
- Neocordulia androgynis (Selys, 1871)
- Neocordulia batesi (Selys, 1871)
- Neocordulia biancoi Rácenis, 1970
- Neocordulia campana May & Knopf, 1988
- Neocordulia carlochagasi Santos, 1967
- Neocordulia caudacutaDe Marmels, 2008
- Neocordulia fiorentini Costa & Machado, 2007
- Neocordulia gaucha Costa & Machado, 2007
- Neocordulia griphus May, 1992
- Neocordulia machadoi Santos, Costa & Carriço, 2010
- Neocordulia mambucabensis Costa & Santos, 2000
- Neocordulia matutuensis Machado, 2005
- Neocordulia pedroi Costa, Carriço & Santos, 2010
- Neocordulia santacatarinensis Costa, Ravanello & Souza-Franco, 2008
- Neocordulia setifera (Hagen in Selys, 1871)
- Neocordulia volxemi (Selys, 1874)